# 東京都道249号福生青梅線

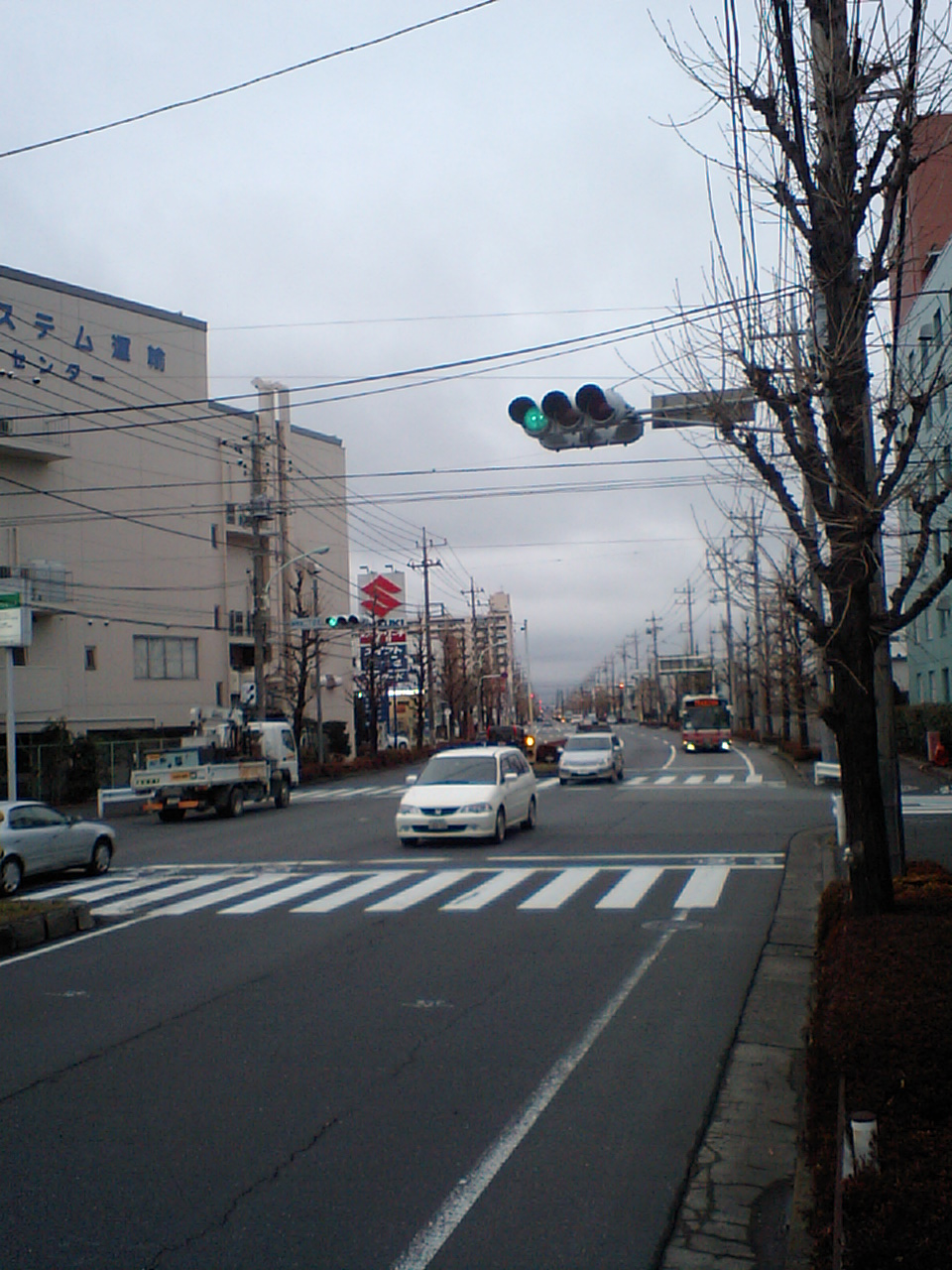
羽村市神明台付近の産業道路

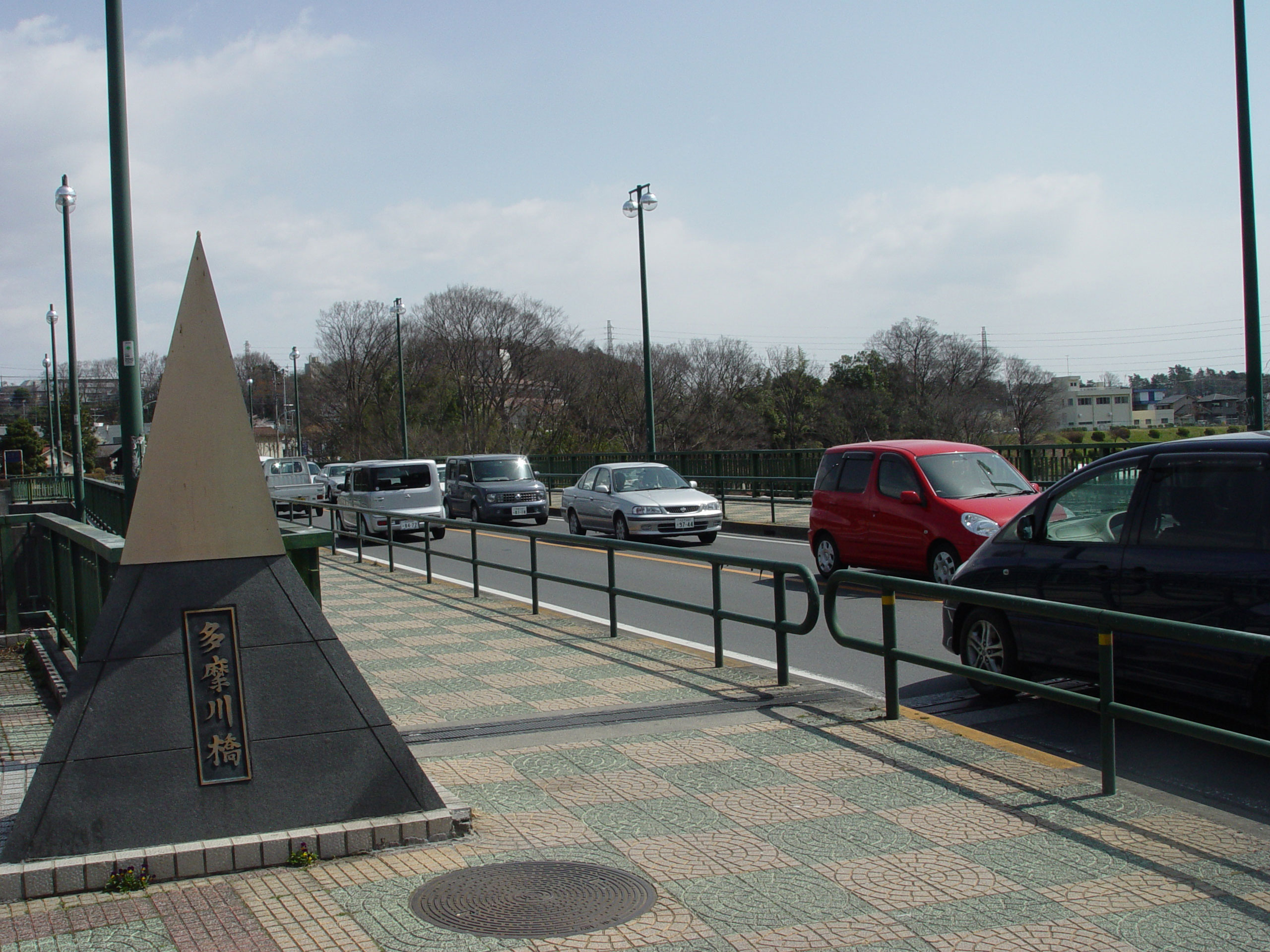
吉野街道の多摩川橋。羽村市 - 青梅市、多摩川

東京都道249号福生青梅線（とうきょうとどう249ごう ふっさおうめせん）は、東京都福生市から青梅市に至る一般都道である。羽村、青梅工業団地を縦貫する、東福生交差点から末広2西交差点間のグリーンベルトつき4車線部分、約4.6 km区間を、通称「西多摩産業道路」と呼ぶ。また、小作坂上交差点から友田交差点間は、通称「吉野街道」と呼ぶ。

## 概要

### 路線データ
- 起点：福生市（東京都福生市武蔵野台一丁目4番9地先＝東福生交差点）[注 1]
- 終点：青梅市（東京都青梅市友田町二丁目763番4地先＝友田交差点 : 国道411号交点）[2][3]
- 重要な経過地 : 羽村市
- 陸上距離：5,956 m（2013年4月1日現在）[4]

## 歴史
- 1973年（昭和48年）12月4日 - 一般都道福生羽村線が認定される[5]。
  - 整理番号 : 249
  - 起点 : 福生市
  - 終点 : 西多摩郡羽村町
  - 重要な経過地 : 青梅市
- 1999年（平成11年）1月18日 - 一般都道福生青梅線が認定される[2]。従来の福生羽村線の全線に加え、東京都道180号草花小作停車場線のうち友田交差点 - 羽村市小作坂下交差点 - 青梅市友田交差点間が道路区域に編入される[3]。
  - 整理番号 : 249
  - 起点 : 福生市
  - 終点 : 青梅市
  - 重要な経過地 : 羽村市
- 1999年（平成11年）3月31日 - 一般都道福生羽村線が廃止される[6]。同時に東京都道180号草花小作停車場線も廃止され、東福生交差点 - 友田交差点間の全線が福生青梅線の単独区間となる。

## 路線状況

### 通称
- 西多摩産業道路
- 吉野街道

### 主要構造物
- 多摩川橋（羽村市 - 青梅市、多摩川）

### 延伸計画
実質上の起点となっている福生市の東福生交差点（富士見通り）から南に延伸し、東京都道29号立川青梅線（新奥多摩街道）まで延伸する計画があり、その途中の東京都道166号瑞穂あきる野八王子線（多摩橋通り）まで街路事業として事業化されている。
このうち南側部分（都道165号から多摩橋通りまでの区間）について、2023年2月21日に暫定交通開放した（暫定2車線）が、北側部分（富士見通りから都道165号までの区間）は未開通であり、接続していない。

## 沿道状況

### 西多摩産業道路区間
福生市内から青梅方面にかけて、道路通称の通り、工場が多く立ち並ぶ。羽村市内には日野自動車やカシオなど大手企業の工場があり、青梅市内の西多摩産業道路末端にはかつて東芝の工場があった。現在は日野グローバルロジスティクスの本社が入居するランドポート青梅となっている。

### 青梅市末広町〜羽村市小作台
西多摩産業道路末端から屈折し、進路をJR青梅線の小作駅方面へ向ける。駅東口側の歓楽街を過ぎ、青梅線とはアンダーパスで交差する。アンダーパスを上ると交差点となる。同交差点では新奥多摩街道（昭島・東青梅方面）と接続する。

### 吉野街道区間
前述の交差点から道路通称が吉野街道となる。吉野街道としてはここが起点で、街道としては吉野梅郷を経由して奥多摩町に至る。本道は途中の友田交差点で吉野街道区間は終了となる。友田交差点では国道411号（八王子・甲府方面）と接続する。

### 南伸区間
福生市内には東京都道166号との重複区間となっている延伸部が先行開業しており、立川バス福生営業所の路線バスの回送路となっている。

## 地理

### 通過する自治体
- 東京都
  - 福生市 - 羽村市 - 青梅市 - 羽村市 - 青梅市

### 交差する道路
- 東京都道166号瑞穂あきる野八王子線
- 東京都道163号羽村瑞穂線（羽村街道）
- 東京都道29号立川青梅線（新奥多摩街道）
- 東京都道29号立川青梅線（奥多摩街道）
- 国道411号（滝山街道・吉野街道）

## 重複区間
2023年2月に開通した延伸区間は東京都道166号瑞穂あきる野八王子線との重複扱い。